# Urraca de Covarrubias

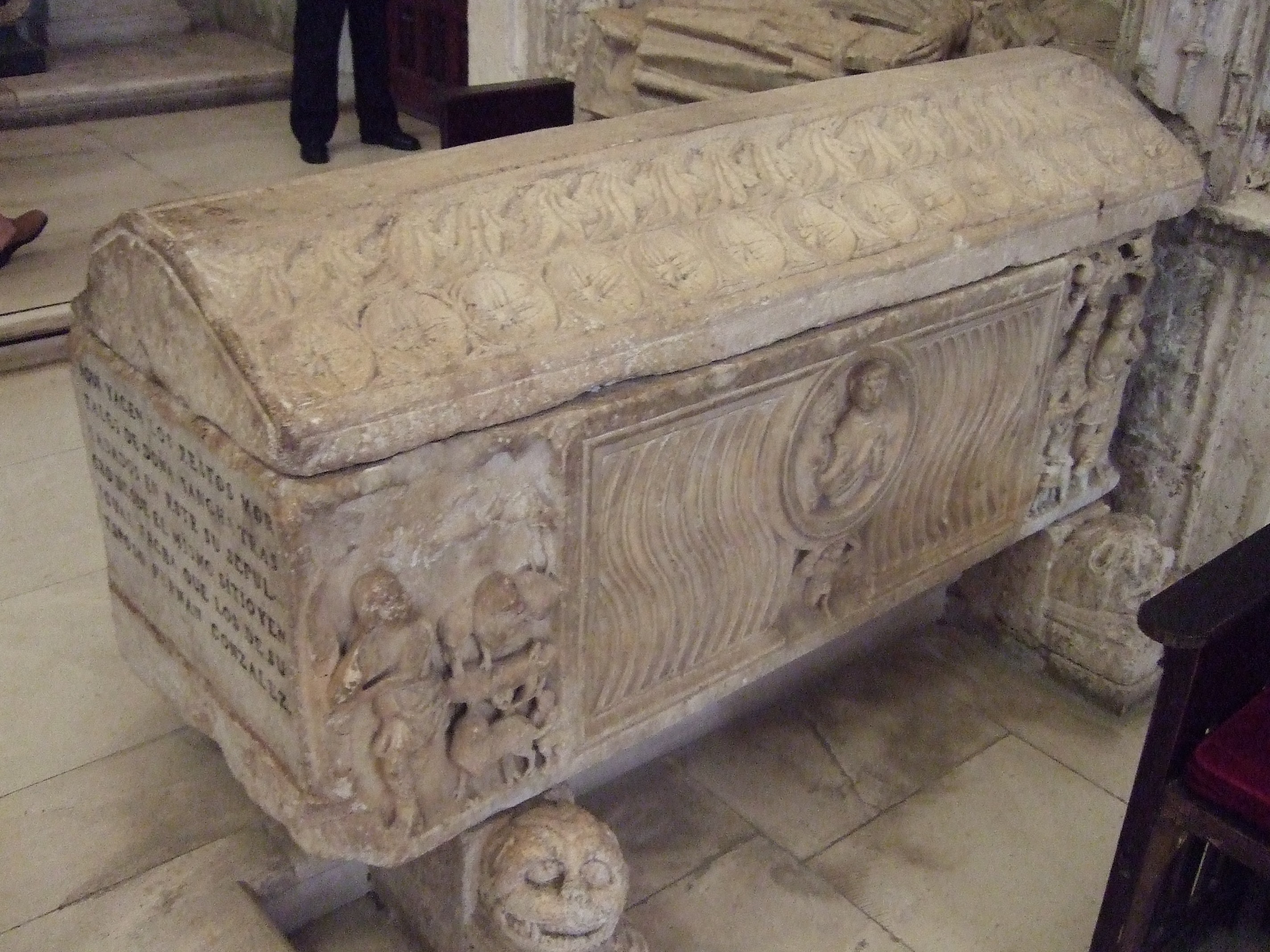
Tomba de Na Sança, l'avia d'Urraca també soterrada a la col·legiata de Sant Cosme i Sant Damià de Covarrubias

Urraca de Covarrubias o també Urraca de Castella (? - Covarrubias, 1039) fou una religiosa benedictina, castellana, filla de Garcia I de Castella i la seva esposa Ava de Ribagorça, i neta de Ferran González.
Des de la seva joventut sentí inclinació vers la vida de clausura. Per aquest motiu quan el seu pare fundà per a ella el 972 l'infantat de Covarrubias, entre les seves possessions, li'n donà el monestir duplic de Sant Cosme, on prengué els hàbits el 978 de mans del bisbe i amb assistència del comte i de tots els nobles burgalesos.
Urraca malgrat els seus vots i vida retirada, s'ocupà amb molt d'interès pel benestar dels seus vassalls i de la prosperitat dels seus dominis. Ella administrava justícia per mitjà de jutges i merins.
Durant els regnats del seu pare, del seu germà i el seu nebot, exercí profunda influència, no tan sols a Covarrubias, sinó en tot el comtat. El seu nebot En García, el 1024, reuní a Covarrubias tota la seva cort per a honrar a la seva tia.
Urraca però, encara va sobreviure a aquest rei, doncs el 1032 es troben escriptures de donacions signades per ella. En la seva mort fou sepultada i descansa avui encara sota l'altar major de la col·legiata.